# Emilio Palacios
Emilio Palacios   (departament de Carazo, 8 d'octubre de 1982) és un exfutbolista nicaragüenc de la dècada de 2000.
Fou 26 cops internacional amb la selecció de Nicaragua.
Pel que fa a clubs, destacà a Diriangén.